# Rocas Tongue
Las rocas Tongue son un conjunto de pequeños islotes de origen volcánico y libres de hielo. Forman parte de las islas Andersson (o Águila), situadas entre la costa este de la península Trinidad y la isla Vega, en aguas del canal Príncipe Gustavo, en el extremo norte de la península Antártica. Se encuentra entre las islas Águila y Beak (o Pico).

## Historia y toponimia
Fueron descubiertas en 1945 por el British Antarctic Survey (BAS), y cartografiada por un equipo que partió desde la base D en bahía Esperanza. Recibió su nombre por su forma y cercanía a la islas Águila, Pico, Cola y Huevo, ya que esta isla representaría la lengua de un águila.

## Reclamaciones territoriales
Argentina incluye a los islotes en el departamento Antártida Argentina dentro de la provincia de Tierra del Fuego, Antártida e Islas del Atlántico Sur; para Chile forma parte de la comuna Antártica de la provincia Antártica Chilena dentro de la Región de Magallanes y de la Antártica Chilena; y para el Reino Unido integra el Territorio Antártico Británico. Las tres reclamaciones están sujetas a las disposiciones del Tratado Antártico.
Nomenclatura de los países reclamantes:
- Argentina: ¿?
- Chile: ¿?
- Reino Unido: Tongue Rocks[3]